# Abdulinsky (huyện)
Huyện Abdulinskiy (tiếng Nga: ? райо́н) là một huyện hành chính tự quản (raion), của Tỉnh Orenburg, Nga. Huyện có diện tích 1787 kilômét vuông. Trung tâm của huyện đóng ở Abdulino.